# 果てしない二人
『果てしない二人』（はてしないふたり）は、aikoの43枚目のシングル。2022年10月22日にポニーキャニオンよりリリースされた。

## 概要
前作より6ヶ月ぶりとなるシングル。表題曲は映画『もっと超越した所へ。』主題歌。
2022年9月9日に行われたファンクラブツアー「Love Like Rock Limited vol.2」北海道・Zepp Sapporo公演でシングルとして発売することが発表された。
カップリング曲には2022年9月14日に配信限定シングルとしてリリースされたカルビー「ポテトチップス うすしお味」「じゃがいもチップス」CMソング「夏恋のライフ」および新曲「号泣中」が収録。
10月7日に先行配信。

### 仕様
「通常盤」「初回限定仕様盤」の2形態で発売。初回限定仕様盤はカラートレイ仕様、8ページのブックレットが付属している。

## チャート成績
2022年10月24日付のオリコン週間シングルランキングでは初動約1万4千枚を売り上げ、週間4位にランクインした。

## ミュージック・ビデオ
2022年10月13日に公開。監督は映画と同一の山岸聖太。俳優の萩原護が出演。2023年4月現在81万回以上再生されている。
クレジット
- 撮影：山田弘樹
- 照明：米沢滋高
- 録音：渡邉智洋
- 美術：秋元博、かものはしの造形おもちゃ
- 題字：本田伸二
- 協力：上田映劇
- 制作：吉崎史華
- プロデューサー：須貝日束史

## 収録曲
全曲作詞・作曲：aiko
1. 果てしない二人
編曲：島田昌典
2. 夏恋のライフ(かれんのらいふ)
編曲：島田昌典
3. 号泣中
編曲：Tomi Yo
4. 果てしない二人（instrumental）

## テレビ演奏
- 2022年10月7日 - テレビ朝日系「ミュージックステーション」[9]
- 2022年12月23日 - テレビ朝日系「ミュージックステーション ウルトラSUPER LIVE 2022」[10]
- 2022年12月14日 - フジテレビ系「2022FNS歌謡祭」第2夜[11]